# Coptomia olivacea
Coptomia olivacea är en skalbaggsart som beskrevs av Waterhouse 1882. Coptomia olivacea ingår i släktet Coptomia och familjen Cetoniidae. Inga underarter finns listade i Catalogue of Life.